# Chamouillac
Chamouillac is een gemeente in het Franse departement Charente-Maritime (regio Nouvelle-Aquitaine) en telt 298 inwoners (2004). De plaats maakt deel uit van het arrondissement Jonzac.

## Geografie
De oppervlakte van Chamouillac bedraagt 8,1 km², de bevolkingsdichtheid is 36,8 inwoners per km².
De onderstaande kaart toont de ligging van Chamouillac met de belangrijkste infrastructuur en aangrenzende gemeenten.

## Demografie
Onderstaande figuur toont het verloop van het inwonertal (bron: INSEE-tellingen).